# Ilhéu Grande
Ilhéu Grande – niewielka, bezludna wysepka położona w grupie wysp Ilhéus Secos, w Republice Zielonego Przylądka. Jest częścią obszaru chronionego Ilhéus do Rombo.
Wysepka jest pochodzenia wulkanicznego, ze skalistym wybrzeżem.
Jacques-Nicolas Bellin na swej mapie z 1747 r. nadał wysepce nazwę Juan Carnira.